# Caliban (groupe)
Pour les articles homonymes, voir Caliban.
Caliban est un groupe de metalcore allemand, originaire d'Hattingen. Le nom du groupe provient de l'esclave sauvage et défiguré dans la Tempête de Shakespeare. Formé en 1997, sous le nom Never Again, Caliban signe sur Lifeforce Records après avoir enregistré une cassette promo deux titres. 
En janvier 2004, Caliban entre au studio The Room à Göteborg, en Suède, afin d'enregistrer le quatrième album du groupe, The Opposite from Within, produit par le chanteur du groupe In Flames, Anders Fridén, mixé et masterisé par Andy Sneap (Machine Head, Killswitch Engage, Arch Enemy) au Backstage Studio en Angleterre. Ils retournent de nouveau en studio entre septembre et octobre 2005 pour l'enregistrement de l'album The Undying Darkness. En avril 2018, le groupe sort son onzième album studio intitulé Elements.

## Biographie

### Débuts (1997–2001)
Formé en 1997, sous le nom Never Again, Caliban signe sur Lifeforce Records après avoir enregistré une cassette promo deux titres. La sortie de leur EP Caliban pendant l'été 1998 est le point de départ d'une coopération qui allait établir les bases de Caliban. De nombreuses tournées en Europe, y compris des premières parties de groupes tels que Morning Again, Earth Crisis et Cro-Mags, renforcent leur réputation. Il s'agit de leur premier album, intitulé A Small Boy and a Grey Heaven (1999), qui leur ouvre finalement les portes du metalcore européen. Initialement considéré comme un mélange de Slayer, Poison the Well, Hatebreed et Conjonctive par les critiques, Caliban n'en a pas pour autant profité pour sauter sur le train du metalcore mais a préféré mener la barque pour s'imposer.
Le split EP avec le groupe Heaven Shall Burn marque les esprits et quand le deuxième album du groupe, Vent, sort en avril 2001, il est distribué par Imperium/Howling-Bull Records au Japon, ce qui les amène à jouer au Beast-Feast 2001 à Yokohama avec Slayer, Pantera, Machine Head, Biohazard et Morbid Angel.

### DeShadow HeartsàUndying Darkness(2002–2007)
De retour du Japon, Caliban part en tournée aux États-Unis pour la première fois avec Bloodjinn, puis repart avec A Life Once Lost, Dead to Fall et The Red Chord pendant l'été 2002. En août 2002, Caliban entre en studio au Woodhouse en Allemagne pour enregistrer son troisième album, Shadow Hearts. Les attentes concernant cet album sont très élevées, étant donné qu'un troisième album est souvent décisif pour la carrière d'un groupe. Ils font une tournée au Japon avec Killswitch Engage et Shadows Fall. Mike D (à cette période bassiste de Killswitch Engage) fera le design des t-shirts de Caliban.
En janvier 2004, Caliban entre au studio The Room à Göteborg, en Suède, afin d'enregistrer le quatrième album du groupe, The Opposite from Within, produit par le chanteur du groupe In Flames, Anders Fridén, mixé et masterisé par Andy Sneap (Machine Head, Killswitch Engage, Arch Enemy) au Backstage Studio en Angleterre. Ils retournent de nouveau en studio entre septembre et octobre 2005 pour l'enregistrement de l'album The Undying Darkness. Après publication, l'album atteint la neuvième place des classements musicaux. En été 2006, ils participent au Wacken Open Air.

### The AwakeningetSay Hello to Tragedy(2007-2009)
Le 25 mai 2007, sort le sixième album de Caliban, The Awakening. L'album se classe en trente-sixième positions dans les charts allemands. En 2007, le groupe effectue une tournée européenne avec All Shall Perish, I Killed the Prom Queen et Bleeding Through. Fin 2009, le groupe a participé à une date du Darkness Over Xmas Tour à Bruges en compagnie de Deadlock, Swashbuckle, Dark Tranquillity et Heaven Shall Burn. Le groupe fera également une date au Maximum HxC festival à Colfontaine en Belgique en mars 2010 avec notamment Madball, Obituary et Dew-Scented.
Deux ans plus tard en 2009, le groupe signe un contrat international avec Century Media Records et leur septième album Say Hello to Tragedy voit le jour le 24 octobre . Cet album tout comme le precedent se classe en 36e position des charts en Allemagne. En October et November de la même année le groupe démarre une tournée européenne durant le "Beastfest European Tour 2009" avec Suicide Silence, Maroon et les américains de Emmure et After the Burial.

### I Am Nemesis, Ghost Empire, GravityetElements(depuis 2011)

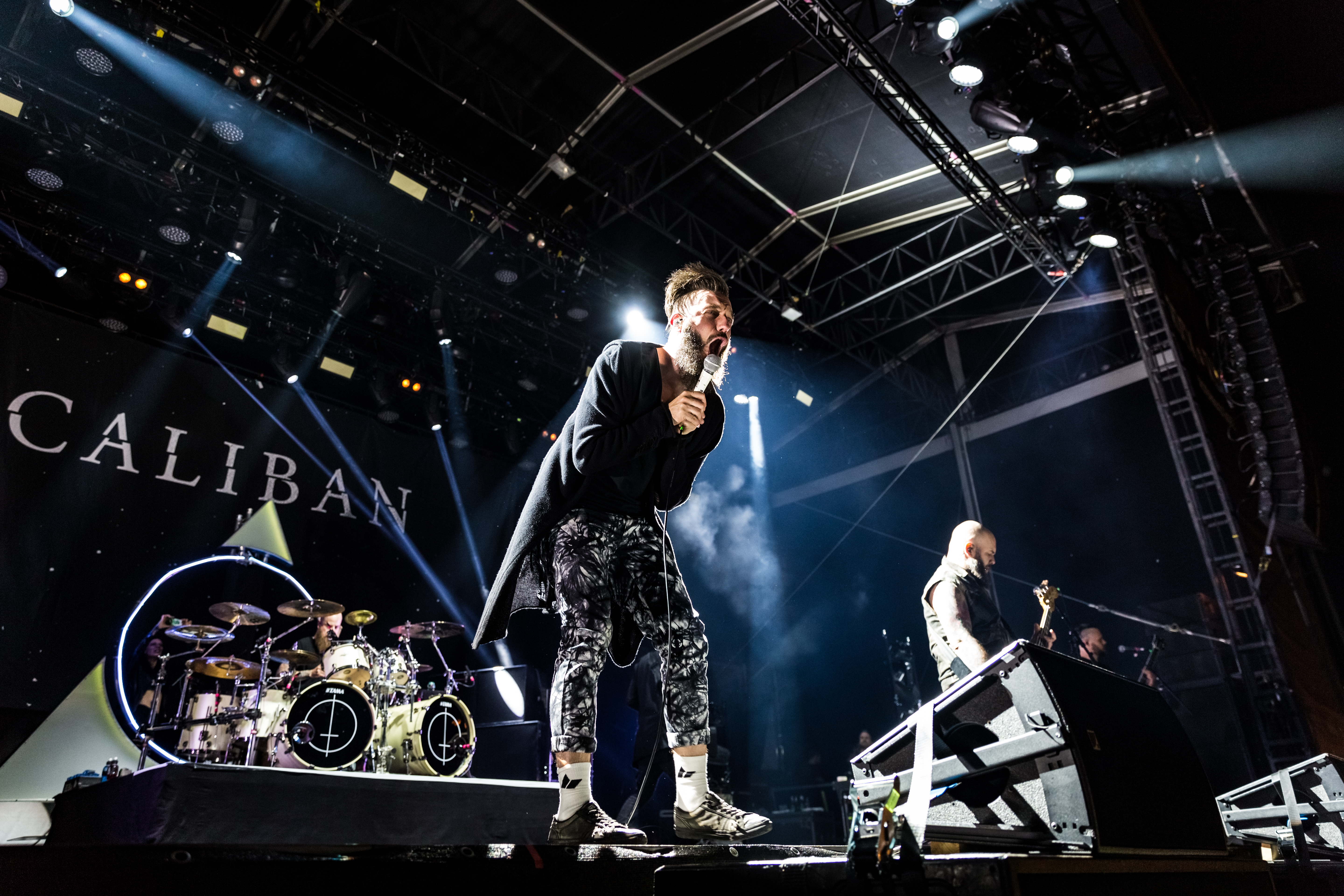
Caliban en concert à Rock am Ring 2018.

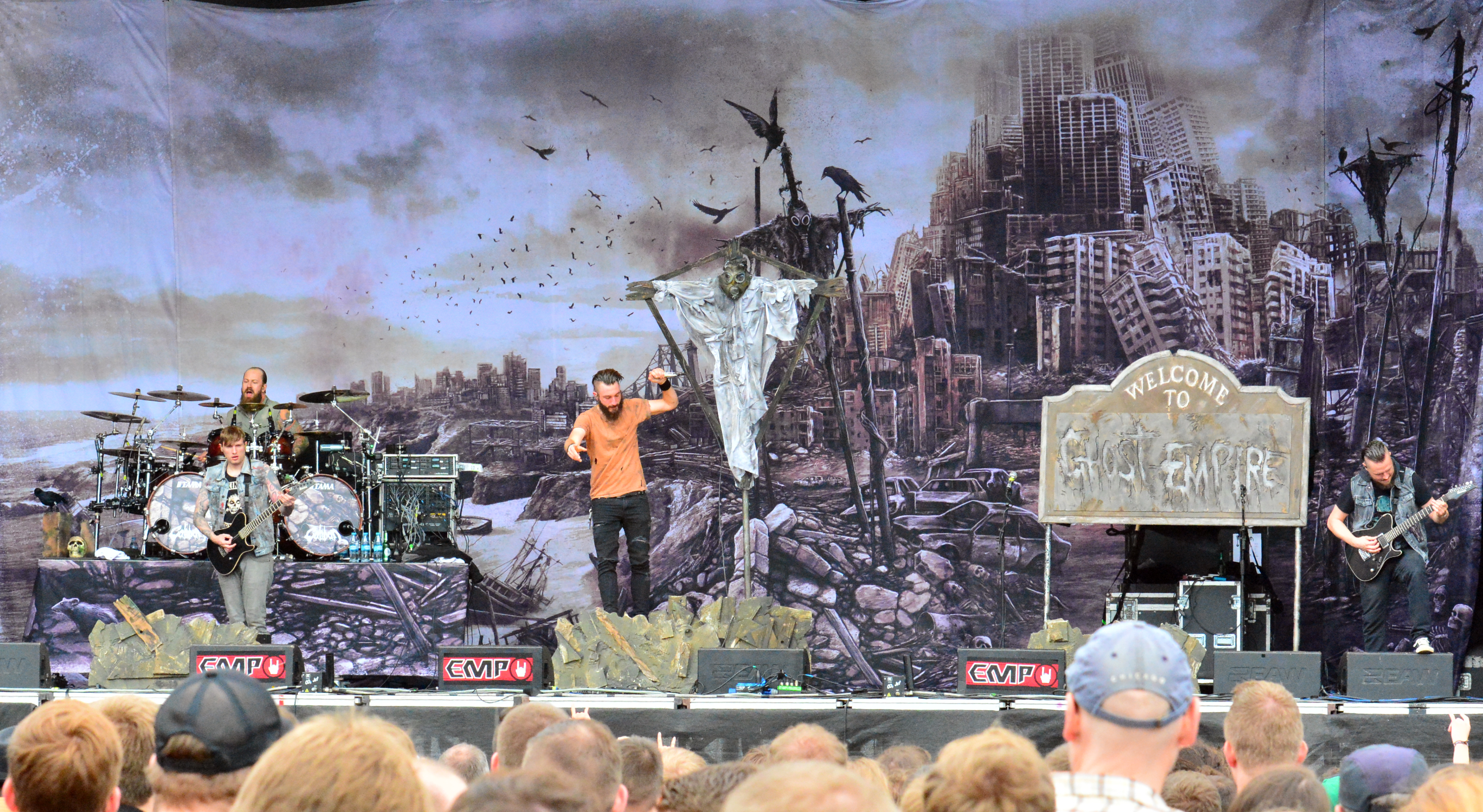
Caliban en concert à Hambourg 2014.

En mai 2011 sort l'EP Coverfield. Il reprend des chansons de groupes comme Rammstein (Sonne), Type O Negative (My Girlfriend's Girlfriend), The Beatles (Helter Skelter) et At the Gates (Blinded by Fear). Le 3 février 2012, le groupe publie son nouvel album I am Nemesis, disponible en téléchargement payant. Ils entament une tournée le même mois appelée Get Infected Tour 2012. Ils jouent ensuite avec As I Lay Dying, Trivium et Upon a Burning Body lors d'une tournée européenne.
Le 4 octobre 2013, le groupe publie la vidéo de la chanson This Oath issue de l'album I am Nemesis. Ils en publient encore un nouveau, intitulé Ghost Empire le 24 janvier 2014.
En janvier 2016, le groupe annonce la sortie d'un nouvel album intitulé Gravity, prévu pour mars 2016,. En février la même année, ils publient la vidéo de la chanson Paralyzed, issue de Gravity.
Début 2018, le groupe annonce la sortie de son onzième album studio intitulé Elements prévu pour le 6 avril 2018 via 
Century Media Records. le premier single issu de l'album, Intoxicated sort le 9 février de la même année suivis de Before Later Becomes Never et Ich Blute Für Dich sortis respectivement le 2 et 23 mars 2018. Elements a été produit par le duo Benny Richter et le guitariste Marc Görtz avec des contributions supplémentaires d'Andy Posdziech (Any Given Day), Sebastian "Sushi" Biesler et Callan Orr (Dream On Dreamer). Toutes les chansons ont été enregistrées et mixées par Marc Görtz au « Nemesis Studios » et ont été masterisées par Olman Viperhttps.

## Membres

### Membres actuels
- Andreas « Andy » Dörner – chant
- Denis Schmidt – guitare rythmique, chant clair
- Marc Görtz – guitare
- Marco Schaller – basse
- Patrick Grün – batterie

### Anciens membres
- Engin Güres – basse
- Boris Pracht – basse
- Robert Krämer – batterie
- Thomas - batterie
- Claus - banjo